# Encarsia
Encarsia är ett släkte av steklar som beskrevs av Förster 1878. Encarsia ingår i familjen växtlussteklar.

## Bildgalleri

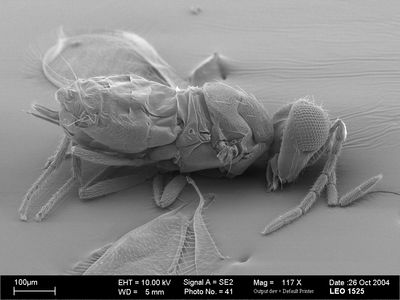

## Dottertaxa tillEncarsia, i alfabetisk ordning[1][2]
- Encarsia abatei
- Encarsia abundantia
- Encarsia acaudaleyrodis
- Encarsia accenta
- Encarsia adusta
- Encarsia aethiopica
- Encarsia affectata
- Encarsia africana
- Encarsia albiscutellum
- Encarsia alboscutellaris
- Encarsia aleurochitonis
- Encarsia aleuroilicis
- Encarsia aleuroplati
- Encarsia aleurothrixi
- Encarsia aleurotubae
- Encarsia americana
- Encarsia amicula
- Encarsia ancistrocera
- Encarsia antiopa
- Encarsia aonidiae
- Encarsia arabica
- Encarsia armata
- Encarsia aseta
- Encarsia ashmeadi
- Encarsia aspidioticola
- Encarsia asterobemisiae
- Encarsia aurantii
- Encarsia aureola
- Encarsia aurithorax
- Encarsia azimi
- Encarsia bangalorensis
- Encarsia basicincta
- Encarsia bella
- Encarsia bellottii
- Encarsia bennetti
- Encarsia berlesei
- Encarsia bicolor
- Encarsia bimaculata
- Encarsia bothrocera
- Encarsia brachyura
- Encarsia brahmsi
- Encarsia brevivalvula
- Encarsia brevivena
- Encarsia brimblecombei
- Encarsia brittanica
- Encarsia brunnea
- Encarsia californica
- Encarsia catherineae
- Encarsia cerataphivora
- Encarsia chaoi
- Encarsia cibcensis
- Encarsia ciliata
- Encarsia circumsculpturata
- Encarsia citrella
- Encarsia citri
- Encarsia citrina
- Encarsia citrofila
- Encarsia clara
- Encarsia clariscutellum
- Encarsia clypealis
- Encarsia coimbatorensis
- Encarsia colima
- Encarsia collecta
- Encarsia confusa
- Encarsia coquilletti
- Encarsia coryli
- Encarsia costaricensis
- Encarsia cubensis
- Encarsia curtifuniculata
- Encarsia cybele
- Encarsia davidi
- Encarsia desantisi
- Encarsia dewa
- Encarsia dialeurodis
- Encarsia dialeuroporae
- Encarsia diaspidicola
- Encarsia dichroa
- Encarsia dispersa
- Encarsia divergens
- Encarsia dominicana
- Encarsia duorunga
- Encarsia echinocera
- Encarsia ectophaga
- Encarsia elegans
- Encarsia elegantula
- Encarsia estrellae
- Encarsia eurystoma
- Encarsia exornata
- Encarsia exserta
- Encarsia fasciata
- Encarsia flava
- Encarsia flavescens
- Encarsia flavoscutellum
- Encarsia flexa
- Encarsia formosa
- Encarsia fujianensis
- Encarsia fuzhouensis
- Encarsia galilea
- Encarsia gallardoi
- Encarsia gautieri
- Encarsia gerlingi
- Encarsia gigas
- Encarsia gracilens
- Encarsia grotei
- Encarsia guadeloupae
- Encarsia gunturensis
- Encarsia haitiensis
- Encarsia hamata
- Encarsia hamoni
- Encarsia hamulata
- Encarsia hansoni
- Encarsia herndoni
- Encarsia hispida
- Encarsia horatii
- Encarsia inaron
- Encarsia indica
- Encarsia inquirenda
- Encarsia inserens
- Encarsia insulana
- Encarsia intermedia
- Encarsia interstrica
- Encarsia iris
- Encarsia isaaci
- Encarsia ishii
- Encarsia ixorae
- Encarsia japonica
- Encarsia justicia
- Encarsia kemneri
- Encarsia koebelei
- Encarsia lahorensis
- Encarsia lanceolata
- Encarsia lasallei
- Encarsia lauta
- Encarsia lehri
- Encarsia leucaspidis
- Encarsia leucippi
- Encarsia liliyingae
- Encarsia lipaleyrodis
- Encarsia longicauda
- Encarsia longicornis
- Encarsia longifasciata
- Encarsia longisetae
- Encarsia longivalvula
- Encarsia lopezi
- Encarsia lougae
- Encarsia lounsburyi
- Encarsia luoae
- Encarsia lutea
- Encarsia luteola
- Encarsia lycopersici
- Encarsia macroptera
- Encarsia magnivena
- Encarsia margaritiventris
- Encarsia marginata
- Encarsia maria
- Encarsia marinikia
- Encarsia maritima
- Encarsia marxi
- Encarsia merceti
- Encarsia meritoria
- Encarsia mescheryakovi
- Encarsia microtricha
- Encarsia mineoi
- Encarsia minuta
- Encarsia moffsi
- Encarsia mohyuddini
- Encarsia mozarti
- Encarsia muliyali
- Encarsia multiciliata
- Encarsia nanjingensis
- Encarsia narayanani
- Encarsia neocala
- Encarsia nigricephala
- Encarsia nigrifemur
- Encarsia nigriventris
- Encarsia niigatae
- Encarsia nipponica
- Encarsia noordami
- Encarsia norani
- Encarsia noyesana
- Encarsia oakeyensis
- Encarsia obtusiclava
- Encarsia occultans
- Encarsia olivina
- Encarsia opulenta
- Encarsia orangae
- Encarsia paracitrella
- Encarsia paradiaspidicola
- Encarsia parvella
- Encarsia peltata
- Encarsia perbella
- Encarsia perconfusa
- Encarsia perflava
- Encarsia pergandiella
- Encarsia perniciosi
- Encarsia perplexa
- Encarsia perpulchella
- Encarsia persea
- Encarsia persequens
- Encarsia perstrenua
- Encarsia peruviana
- Encarsia phaea
- Encarsia picithorax
- Encarsia picta
- Encarsia pinella
- Encarsia plana
- Encarsia planchoniae
- Encarsia plaumanni
- Encarsia polaszeki
- Encarsia porteri
- Encarsia portoricensis
- Encarsia praegrandis
- Encarsia primitiva
- Encarsia prinslooi
- Encarsia protransvena
- Encarsia pseudoaonidiae
- Encarsia pseudocitrella
- Encarsia pseudococci
- Encarsia pulliclava
- Encarsia punicae
- Encarsia pura
- Encarsia quaintancei
- Encarsia quercicola
- Encarsia ramsesi
- Encarsia reticulata
- Encarsia sancta
- Encarsia sankarani
- Encarsia scapeata
- Encarsia seminigriclava
- Encarsia septentrionalis
- Encarsia shutovae
- Encarsia silvestrii
- Encarsia silvifilia
- Encarsia singularis
- Encarsia sinica
- Encarsia siphonini
- Encarsia smithi
- Encarsia socratis
- Encarsia sophia
- Encarsia strenua
- Encarsia submetallica
- Encarsia sueloderi
- Encarsia swifti
- Encarsia synaptocera
- Encarsia taciti
- Encarsia telemachusi
- Encarsia tennysoni
- Encarsia terebrator
- Encarsia thoracaphis
- Encarsia thoreauini
- Encarsia tinctoriae
- Encarsia titillata
- Encarsia totiaurea
- Encarsia toticilia
- Encarsia townsendi
- Encarsia tremblayi
- Encarsia tricolor
- Encarsia tristis
- Encarsia trivittata
- Encarsia trjapitzini
- Encarsia udaipuriensis
- Encarsia unfasciata
- Encarsia unicitrella
- Encarsia ustulata
- Encarsia vanharteni
- Encarsia variegata
- Encarsia whittieri
- Encarsia viggianii